# Bergsjön (Horreds socken, Västergötland)
Bergsjön är en sjö i Marks kommun i Västergötland och ingår i Viskans huvudavrinningsområde.